# Nandi Mohlatsane Bhebhe
Nandi Mohlatsane Bhebhe, född 1760, död 10 oktober 1827, var en afrikansk kunglighet, mor till zulukungen Shaka Zulu.
Hon var dotter till en Elangeni (Mhlongo)-hövding. Hon blev mor till Shaka tillsammans med Senzangakhona utanför äktenskapet, något som ledde till en konflikt mellan henne folk och hans. Under sin sons uppväxt skyddade hon honom och försvarade hans rättigheter genom många politiska faror tills han besteg tronen 1810. 
Shaka ska ha älskat sin mor så högt att det närmade sig religiös dyrkan. När hon avled 1827 iscensatte han enorma sorgehögtider som hela staten tvingades delta i. Sjutusen människor ska ha dödats för att de enligt kungen inte sörjde hans mor nog. 